# Ministerio del Reich para los Territorios Ocupados del Este

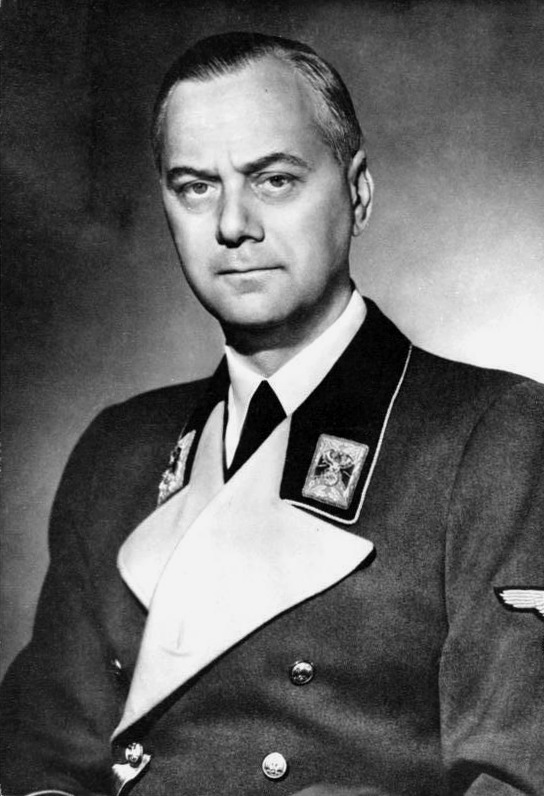
Alfred Rosenberg, jefe del Ministerio del Reich para los Territorios Ocupados del Este.

El Ministerio del Reich para los Territorios Ocupados del Este (en alemán: Reichsministerium für die besetzten Ostgebiete o RMfdbO) fue creado por Adolf Hitler en julio de 1941 y dirigido por el experto teórico nazi y alemán báltico, Alfred Rosenberg. Alfred Meyer fue el ayudante de Rosenberg. Este ministerio fue creado para controlar las vastas áreas capturadas por los alemanes en Europa del Este y Rusia. También jugó un papel en el apoyo a los grupos antisoviéticos en Asia Central.
En febrero de 1942, bajo los planes de Rosenberg, el Ministerio intentó promulgar un programa de reforma agraria en los territorios ocupados de la URSS que incluía promesas de descolectivización mediante la abolición de los koljós y la redistribución de la tierra a los campesinos para la agricultura individual.
Alemania estableció dos Reichskommissariats, para Ostland y Ucrania, y planeó dos más, para Moscú y para el Cáucaso. La Wehrmacht nunca estableció la posesión firme de las áreas designadas para los dos últimos reichskommissariats, por lo que el control civil alemán nunca se desarrolló allí.
En la práctica, el nombramiento de Erich Koch para administrar el Reichskommissariat Ukraine socavó sustancialmente la autoridad de Rosenberg. Hitler ordenó a Koch que adoptara un enfoque duro y brutal; Rosenberg deseaba retratar a los alemanes como libertadores de Ucrania de la dominación soviética, pero la brutalidad de Koch ayudó a empujar a potenciales aliados ucranianos de vuelta al campo soviético. Además, al ministerio de Rosenberg se le negó la autoridad sobre el ejército y otras formaciones de seguridad dentro de los territorios ocupados. El otro comisario del Reich, Hinrich Lohse (Ostland) fue ampliamente ignorado. Las SS llenaron el vacío de poder resultante, actuando como lo deseaban.

## Ministros
|   | Nombre           | Periodo                                       | Partido | Partido |
| - | ---------------- | --------------------------------------------- | ------- | ------- |
| 1 | Alfred Rosenberg | 17 de noviembre de 1941 - 30 de abril de 1945 |         | NSDAP   |